# 第35回主要国首脳会議
第35回主要国首脳会議（だい35かいしゅようこくしゅのうかいぎ、英語：35th G8 Summit）は、2009年にイタリアのアブルッツォ州で開催された主要国首脳会議。別称はラクイラ・サミット。

## 特徴

### 開催地

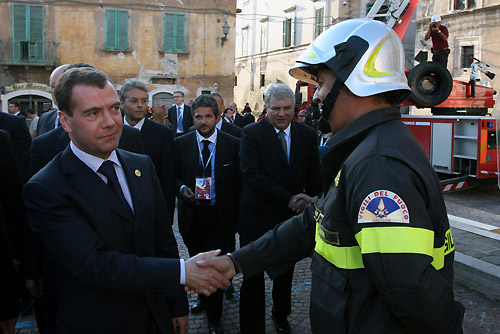
ラクイラ地震の救援活動にあたる消防士（右）とドミートリー・メドヴェージェフ（左）

当初、サミットの開催地にはサルデーニャ州ラ・マッダレーナが選ばれており、現地では準備が急ピッチで進んでいた。しかし、閣僚評議会議長のシルヴィオ・ベルルスコーニは、2009年4月になって突如ラクイラへの変更を表明した。ラクイラは2009年のラクイラ地震により大きな被害を受けており、ベルルスコーニはサミットを被災地復興の足がかりにする考えを示した。また、開催地を変更することで、支出を2億2000万ユーロ削減できるとしている。ただ、ラクイラでは余震が頻発していたことから、開催期間中に大規模な余震が発生した際には首脳らをローマに避難させ、避難先で議事を継続する計画が発表された。イタリアの防災当局は、マグニチュード4以上の余震が発生した場合に、首脳だけでなく全出席者を避難させると表明した。

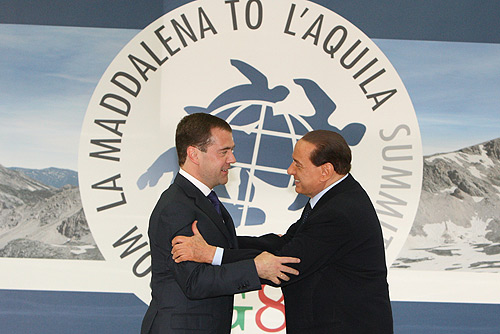
議長のシルヴィオ・ベルルスコーニ（右）と第35回主要国首脳会議のロゴ（後方）

### シンボル
サミットのロゴには長命と信頼を象徴する亀があしらわれており、開催予定地だったラ・マッダレーナの名がラクイラとともに併記されている。

### 参加者

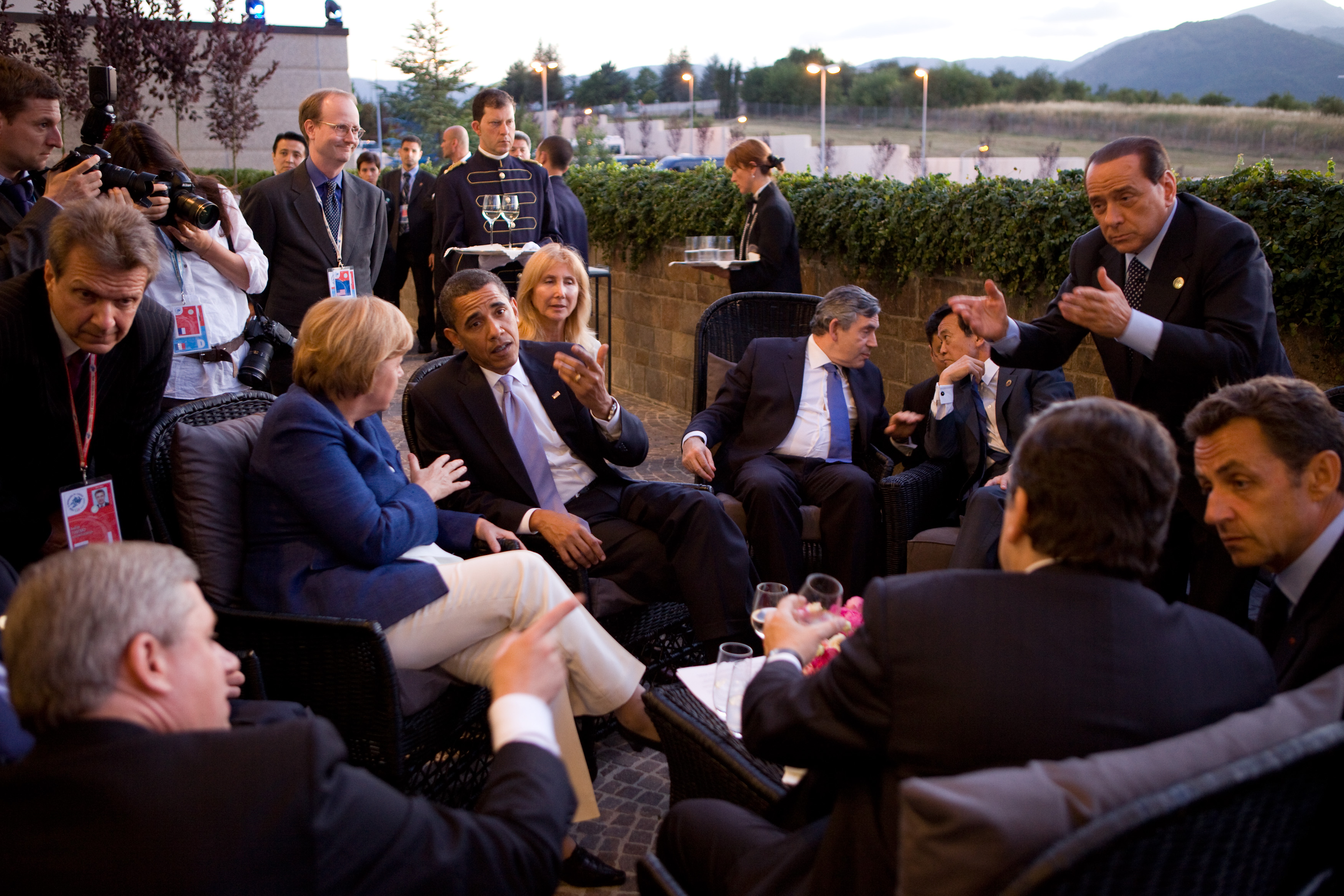
屋外での協議

サミットには、主要8か国の首脳とともにファーストレディが随伴するのが慣例となっている。しかし、議長国イタリアの閣僚評議会議長ベルルスコーニは離婚手続き中だったため、夫人はラクイラに随伴しなかった。そのため、議長国の首脳夫人が不在という異例の事態となった。ベルルスコーニは妻の代わりに雇用機会均等大臣のマーラ・カルファーニャをホステス役に抜擢し、ファーストレディらの被災地訪問時にアテンドとして参加させた。ところが、ベルルスコーニの一連の対応に不信感を抱いたフランスの大統領夫人カーラ・ブルーニは、カルファーニャが主導する被災地訪問には参加せず、別途一人で被災地を慰問した。そのため、イタリアのマスコミにより、カーラの行動は無作法であるとの批判がなされた。なお、カーラは前年のサミットも自身のCDアルバム発売を理由に欠席しており、後日、議長を務めた内閣総理大臣福田康夫と夫人の貴代子に宛てた詫び状を発送している。

## 出席者

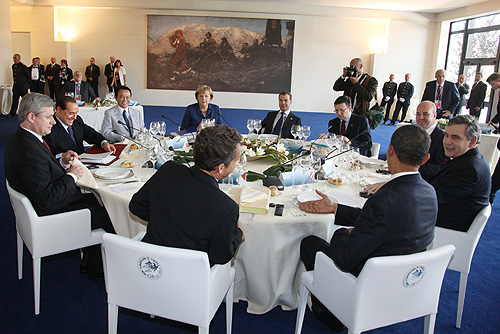
2009年7月8日の討議

- シルヴィオ・ベルルスコーニ（議長・イタリア閣僚評議会議長）
- ニコラ・サルコジ（フランス共和国大統領）
- バラク・オバマ（アメリカ合衆国大統領）
- ゴードン・ブラウン（イギリス首相）
- アンゲラ・メルケル（ドイツ連邦首相）
- 麻生太郎（日本国内閣総理大臣）
- スティーヴン・ハーパー（カナダ首相）
- ドミートリー・メドヴェージェフ（ロシア連邦大統領）
- ジョゼ・マヌエル・ドゥラン・バローゾ（欧州委員会委員長）
- フレドリック・ラインフェルト（欧州理事会議長）

### 公式サイト
- Official 35th G8 website: La Maddalena summit, 2009;